# Felipe Garín Ortiz de Taranco
Felipe Garín Ortiz de Taranco (València 14 de febrer de 1908 - 7 de juny de 2005) fou un artista, investigador i acadèmic de l'art valencià.

## Biografia
Va ser president de la Reial Acadèmia de Belles Arts de Sant Carles de València, i finalista del Premi Príncep d'Astúries de Belles Arts en l'edició de 1988. El seu dens currículum, els seus nombrosos càrrecs acadèmics, artístics i docents, i l'amplitud dels seus coneixements el van convertir en un referent en el món de l'art en la seua ciutat natal. Es va llicenciar en Dret, i es va doctorar en Filosofia i Lletres per la Universitat de Madrid, amb la qualificació final d'excel·lent Cum Laude. Advocat en l'Il·lustre Col·legi de València des de 1931, a l'acabar la guerra va ser anomenat catedràtic d'Història i Teoria de l'Art en l'Escola de Belles Arts de Sant Carles de València (des de 1942 fins a 1968) i va ser-ne director fins a 1951.
Va obtindre, per oposició, la càtedra d'Història de l'Art de la Universitat de La Laguna; posteriorment va passar, per concurs de mèrits, a la de València. Va ser president de la Reial Acadèmia de Belles Arts de Sant Carles des de 1974, membre fundador i delegat per al Regne de València de l'Associació Espanyola d'Orientalistes i director de la revista Arxiu de l'Art Valencià. Col·legiat distingit del Col·legi Oficial de Doctors i Llicenciats en Filosofia i Lletres i Ciències del districte universitari de València i cap del Servei d'Informació Artística, Arqueològica i Etnològica del districte universitari de València, va ser també president de la Comissió Provincial de Monuments Històrics i Artístics de València. També va ser, així mateix, membre de la susdita Reial Acadèmia de Sant Carles; de l'Acadèmia de Cultura Valenciana; de l'Institut Alfons el Magnànim; i de l'Asociacionne Culturale Italo-Hispánica Cristoforo Colombo, de Trento (Itàlia)
Així mateix, va ser membre corresponent de la Reial Acadèmia de la Història de Madrid; de la Reial Acadèmia de Belles Arts de Sant Ferran de Madrid; de la Reial Acadèmia de Belles Arts de Sant Jordi de Barcelona; de la Reial Acadèmia de Belles Arts de Santa Isabel d'Hongria de Sevilla; de la Reial Acadèmia Hispanoamericana de Cadis; de l'Acadèmia de Belles Arts Vélez de Guevara d'Ecija (Sevilla) ; i de la The Hispanic Society of Amèrica, dels Estats Units. Entre els nombrosos guardons rebuts destaquen: la Medalla d'Or al mèrit cultural atorgat pel Ministeri de Cultura, la Creu de l'Orde d'Alfons X el Savi, Premi Nacional de Literatura i Critica d'Art, Premi Porca Reig del Consell Superior d'Investigacions Científiques, Medalla d'Or del Circule de Belles Arts de València, Medalla d'Or de la Universitat Politècnica de València i Medalla de la Facultat de Belles Arts de València.
Va publicar nombrosos llibres i monografies artístiques, entre elles, Aspectes de l'arquitectura gòtica valenciana, Lloa i elegia de Palomino en la seua decoració dels Sants Joans de València, Pintors del mar, El llibre d'hores del comte-duc d'Olivares, La visió d'Espanya de Sorolla. Va exercir a més la crítica d'art en els diaris Levante i Jornada, i les seues cròniques i articles van aparéixer en les pàgines de Las Provincias.
També, disposa d'una estàtua situada a 1993, en els Jardins de Vivers darrere del Museu Sant Pius V de València on va exercir i dona nom a un carrer a la seva ciutat natal València.
Es va casar amb Ángeles Llombart, amb la qual va tindre dos fills; María de los Ángeles i Felipe. Va estar molt arrelat a la vida social i cultural del seu barri, el barri del Carme, lloc on va discórrer la totalitat de la seva vida. El seu fill Felipe Vicente Garín LLombart va ser director del Museu del Prado (1991-1993), director de l'Acadèmia d'Espanya a Roma i director del Museu de Belles Arts de València entre 1969 i 1990. Va morir a València el 7 de juny de 2005 sent inhumat en el Cementeri General de València. La seua biblioteca personal va ser donada per la seua esposa i fills a la Biblioteca Valenciana.
Obres: Aspectos de la arquitectura gótica valenciana (València, 1935), El naturalismo en la Historia del Arte y en Valencia (València, 1945), La Academia valenciana de Bellas Artes (València, 1945), Pintores del mar (València, 1950), Un libro de Horas del Conde-Duque de Olivares (València, 1951), Catálogo del Museo de Bellas Artes de Valencia (València, 1954), Para una bibliografía de don Elías Tormo (València, 1969), Valencia monumental (València, 1959), Inventario artístico de la provincia de Valencia (Madrid, 1983), Catálogo monumental de la ciudad de Valencia (València, 1983), Historia del arte de Valencia (València, 1978), Yáñez de la Almedina pintor español (Ciudad Real, 1978), Mi siglo XX. Memorias (València, 2004).

## Premis i distincions
- Cruz de Alfonso X el Sabio 1945
- Premi 9 Octubre: Distinción de la Generalitat Valenciana al Mérito Cultural, 1995[3]
- Accésit del Premio Nacional de Literatura, por la sección de crítica de arte, en 1945.
- Premio “Cerdá Reig” de Investigaciones Científicas de la Delegación del CSIC, en 1964.
- Premiado por la Diputación Provincial de Valencia, dentro de la línea de investigación “Gótico valenciano y arte del siglo XVIII”, realizada en el departamento de la facultad y servicio de estudios artísticos, en 1965.
- Medalla de Oro de la Delegación Provincial del Ministerio de Cultura, en 1980.
- Medalla de Oro de la Facultad de Bellas Artes de Valencia, en 1982.
- Premio Nacional del Colegio de Doctores de España, en 1982.
- Medalla de Oro al Mérito Cultural de la Delegación en Valencia del Ministerio de Cultura, en 1984.
- Medalla de Oro de la Universidad Politécnica de Valencia, en 1988.
- Medalla al Mérito de las Bellas Artes concedida por la Academia de San Carlos, en 1994.